# Sonnenfinsternis des Ennius
Die Sonnenfinsternis des Ennius wurde im römischen Kalender rückwirkend datiert. Sie wird benannt nach ihrer nur in einem Zitat bei Cicero erhaltenen Erwähnung in den Annales des Dichters Quintus Ennius (239–169 v. Chr.).

## Historische Bedeutung

SF 3. September 404 v. Chr.

Besondere Bedeutung kommt für die Geschichte des altrömischen Kalenders die genaue Tagesdatierung dieser Sonnenfinsternis zu, die Ennius als „Nonis Iunis soli luna obstitit et nox“ für den 5. Juni im römischen Kalender ansetzte. Bei Verwendung eines Mondkalenders wäre die kalendarische Datierung der Sonnenfinsternis unmittelbar vor den Kalenden erfolgt, da eine Sonnenfinsternis nur bei Neumond eintritt.
Die von Ennius (und laut Cicero auch den annales maximi) auf den fünften Tag nach Neumond vermerkte Sonnenfinsternis belegt, dass ein vom Mond unabhängiger und schematisierter Lunisolarkalender in Gebrauch war. Unklarheit herrscht jedoch über die Jahresansetzung der Sonnenfinsternis.

### Sonnenfinsternis vom 3. September 404 v. Chr.
Cicero gibt an, dass Ennius die Sonnenfinsternis etwa auf das 350. Jahr nach der Stadtgründung Roms datierte. Die in Umrechnung auf der Basis der (allerdings erst nach Ennius aufgekommenen) Varronischen Ära im Jahr 404 v. Chr. zugehörige Sonnenfinsternis fand im julianischen Kalendersystem in Rom am 3. September in den Morgenstunden statt, beginnend ab etwa 7:00 h. Gegenüber dem 5. Juni bedeutet diese Datierung allerdings eine Abweichung von etwa drei Monaten hinsichtlich der normalen jahreszeitlichen Monatsverteilung.

### Sonnenfinsternis vom 21. Juni 400 v. Chr.

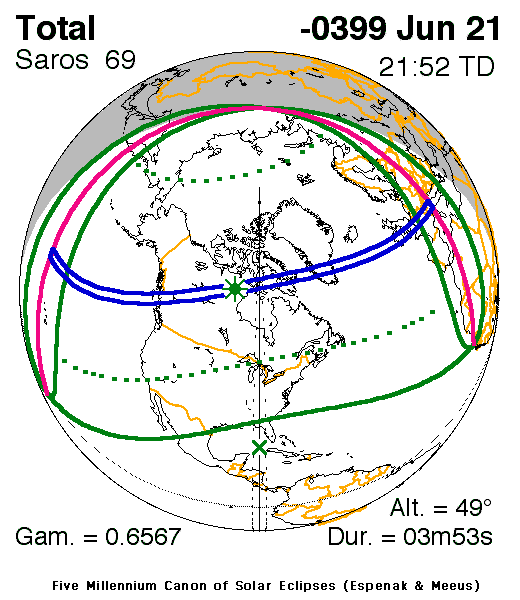
SF 21. Juni 400 v. Chr.

Um einen zeitlichen Bezug zum 5. Juni herzustellen, wurde die Sonnenfinsternis des Jahres 400 v. Chr. in Erwägung gezogen, da hier die Sonnenfinsternis mit einer Nundinum-Periode beziehungsweise acht Tage vor der Sonnenwende besser zur Ansetzung im Juni passen würde. Allerdings fand die Sonnenfinsternis bei dieser Variante in Rom erst kurz vor Sonnenuntergang zwischen etwa 19:00 h und 19:40 h statt.